# Белоусова, Анна (политик)
Анна Белоусова (словац. Anna Belousovová, дев. Анна Маликова; словац. Anna Malíková; род. 8 августа 1959 года) — словацкий политик, бывший заместитель председателя Национального совета Словакии.

## Политическая карьера
В 1990 году Анна Белоусова стала одним из основателей Словацкой национальной партии, которую она возглавляла с 1999 по 2003 год, став первой женщиной-лидером в истории партии. Внутрипартийное соперничество с Яном Слотой привело к её отстранению от руководства партии в 2010 году и последующему исключению из партии в 2011 году.
Избиралась членом Национального совета в 1998–2002, 2006–2010 и 2010–2012 годах. С 2006 по 2010 год она занимала пост заместителя председателя совета.

## Личная жизнь
В 2001 году вышла замуж за российского бизнесмена Александра Белоусова (ум. 2004).

## Награды
- Орден Дружбы (13 апреля 2009 года, Россия) — за большой вклад в развитие и укрепление российско-словацких отношений[3]